# ستيوارت ريتشاردسون
ستيوارت ريتشاردسون (بالإنجليزية: Stuart Richardson)‏ من مواليد 15 أغسطس 1973  م ويلّقب ستو وهو موسيقي من المملكة المتحدة وويلز. ، عازف غيتار البيس في فرقة موسيقى الروك لا ولاء التي شكّلها جيف ريكلي العضو السابق في فرقتي الأنبياء المفقودين و فرقة الخميس ، وهو أيضاً عازف قيثارة فرقة الخميس المتجول.   

## روابط خارجية
- ستيوارت ريتشاردسون على موقع ميوزك برينز (الإنجليزية)
- ستيوارت ريتشاردسون على موقع ديسكوغز (الإنجليزية)